# Joseph Louis Delbrouck
Joseph Louis Delbrouck, dit Louis Delbrouck, né à Reims le 13 juin 1819 et mort à Versailles le 15 juillet 1871, est un architecte français et militant socialiste. Il prend part à la Révolution de 1848, et à la Commune de Paris, il est aussi membre de l'Association internationale des travailleurs.

## Enfance et formation
Joseph Louis Delbrouck est le fils de Servais Delbrouck, un officier en retraite, et d'Anne Florence Joséphine Angé.
En 1841, il est élève à l'atelier de l'architecte Henri Labrouste. C'est Labrouste qui le recommande à l'École royale des beaux-arts. Delbrouck y est admis le 23 décembre 1843, et en sort en juillet 1845 comme architecte.

## La Révolution de 1848 et la Deuxième République
Lors de la Révolution de 1848 et durant toute la durée de la Deuxième République, Louis Delbrouck s'engage de façon importante dans le mouvement républicain et socialiste.

### Le mouvement clubiste
Après la Révolution de février 1848, un vaste mouvement de création de clubs politiques incarne l'ouverture politique. Delbrouck s'y investit et est très actif dans plusieurs clubs « rouges », c'est-à-dire marqués par leur proximité avec les idées d'extrême-gauche. Il est élu président du Club de l'Homme-Armé, fondé en avril 1848 et logé au no 2 rue de l'Homme-Armé. D'après Alphonse Lucas, ce club est affilié à la société des droits de l'homme. Après la journée du 15 mai, le club doit déménager rue Saint-Merri et ses fondateurs sont poursuivis pour excitation à la haine du gouvernement; Delbrouck lui-même est inculpé le 19 juin bien qu'il s'oppose aux actes de violence et de pillage.
Après les journées de Juin 1848, beaucoup de clubs politiques sont fermés. Delbrouck reste engagé dans le mouvement clubiste persistant. Il fréquente le Club de l'Arbalète, dont il préside parfois les séances, comme Aimé Baune ou le docteur en médecine Gornet. Il est aussi secrétaire du Club des Acacias, fondé en mars 1849 et installé au 104 faubourg Saint-Antoine, dont le président est le citoyen Pilette, et les vice-présidents, les citoyens Aimé Baune et Floriot.

Delbrouck manifeste alors vivement sa solidarité avec les insurgés. Il déclare notamment : 

« Les insurgés sont nos frères, nous ne les renierons jamais. […] Le socialisme est le seul remède qui doit nous sauver de cette crise terrible »

. Pour Louis Delbrouck, ce sont les forces conservatrices, majoritaires à l'assemblée nationale constituante, et le gouvernement provisoire qui sont responsables par leurs limitations et leurs attaques contre les droits acquis par la Révolution, droit de presse, de réunion et surtout droit au travail par le licenciement des Ateliers nationaux. Delbrouck critique aussi le rôle de la Garde nationale lors de l'insurrection; il s'oppose à l'idée qu'elle ait servi à sauver la République ; pour lui, elle a combattu ceux qu'elle devait protéger.

### Le mouvement associatif
Louis Delbrouck est signataire au printemps 1849 de la "Déclaration de principe" de l'Association fraternelle des démocrates socialistes des deux sexes pour l'affranchissement politique et social des Femmes en compagnie de Jeanne Deroin, Jean Macé, Henriette (artiste), Annette Lamy et d'Eugène Stourm. Pour les membres de l'Association, l'engagement pour l'émancipation des femmes est associé de façon étroite à l'émancipation du prolétariat : "de même que l'affranchissement politique du prolétaire est le premier pas vers son affranchissement physique, intellectuel et moral, de même, l'affranchissement politique de la femme est le premier pas vers l'affranchissement de tous les opprimés". La proximité de Louis Delbrouck avec le fouriérisme peut expliquer cette sensibilité féministe, alors extrêmement minoritaire même chez les socialistes.
Louis Delbrouck s'engage aussi dans le mouvement des associations ouvrières qui se développe sous la Deuxième République pour fonder des coopératives de production. Lui-même est membre de l'Association fraternelle des ouvriers maçons. Avec Jeanne Deroin et Pauline Roland († 1852), il est aussi l'initiateur d'un projet d'Association fraternelle et Solidaire de toutes les Associations, dont le but est de fédérer les associations des différentes professions. Le projet voit le jour le 23 août 1849 avec une première réunion qui réunit les délégués de quatre-vingt trois associations ouvrières en vue de créer une Union des associations fraternelles. L'Union est créée le 5 octobre 1849 lors d'une assemblée générale qui réunit les délégués de cent quatre associations de travailleurs. Elle a pour but la mutualité du travail par le prêt sans intérêt et l'échange réciproque des produits entre les différentes associations, l'assistance pour les enfants, les vieillards et les malades.
Le 29 mai 1850, quarante-sept délégués des associations, dont Delbrouck, sont arrêtés au domicile de Jeanne Deroin. D'abord inculpés pour fabrication de munitions de guerre, le chef d'accusation est ensuite transformé en délit de réunion secrète ayant un but politique. Billot, délégué des cordonniers, Louis Delbrouck, délégué des maçons, Jeanne Deroin, déléguée des lingères et Pauline Roland, déléguée des institutrices et des instituteurs, sont accusés d'en être les fondateurs et les chefs. Ils comparaissent en cour d'assises le 13 novembre. C'est Louis Delbrouck qui est chargé de présenter la défense commune, il justifie la nécessité de l'association ouvrière par une analyse des mouvements de concentration capitaliste qui doit, selon lui, conduire à une exploitation toujours accrue des prolétaires. Delbrouck est condamné à quinze mois de prison et 500 francs d'amende, Jeanne Deroin et Pauline Roland à six mois, Billot est condamné à quatre ans de prison et 1 000 francs d'amende.

## Sous le Second Empire
Sous le Second Empire, si Louis Delbrouck ne peut pas librement mener ses activités politiques, il n'est pas obligé de s'exiler comme le font de nombreux socialistes, dont Jeanne Deroin.
Lors du coup d'État du 2 décembre 1851, Delbrouck est en prison à la suite du procès des Associations, dont il ne sort que le 29 mai 1852. Il n'est pas touché par la répression qui suit le coup d'État. C'est à cette période qu'il se marie avec Jeanne Delphine Dary († 20 novembre 1869). Le couple aura quatre enfants dont deux filles survivent.
De 1857 à 1867, Delbrouck est l'architecte municipal de la ville de Vernon, c'est-à-dire qu'il est officiellement attaché à la ville. Il réalise donc de nombreux bâtiments publics à Vernon (dans les communes avoisinantes aussi), comme l'hôpital Saint-Louis de Vernon (1858-1859), l'école communale, un nouveau pont sur la Seine et une rue en prolongement en 1860, mais aussi des maisons particulières et des immeubles,. Lors des réflexions sur l'agrandissement de l'hôtel de ville, Delbrouck dépose un projet qui ne voit pas le jour.
En 1865, Delbrouck entre comme professeur de comptabilité des constructions à l'École centrale d'architecture, fondée par son ami Émile Trélat et lui-même. À partir de cette date, il partage son temps entre Paris et Vernon.
Avec le tournant libéral de l'Empire, au début des années 1860, Delbrouck participe comme de nombreux autres militants socialistes au renouveau coopérativiste des idées d'association. Il est ainsi un des vingt-sept fondateurs de l'Association générale d'approvisionnement et de consommation en 1864, qui relance ce mouvement. Cette association réunit notamment des anciens militants des associations de la Seconde République comme Jean-Baptiste Girard et Antoine Cohadon, mais aussi une génération plus jeune notamment représentée par les deux frères Elie et Élisée Reclus. Le projet s'inspire notamment de l'Union des Associations à laquelle ont participé Delbrouck, Girard, mais aussi de l'expérience des Équitables pionniers de Rochdale. L'association prend peu de temps après sa fondation le nom de "La Sincérité".

## Engagements politiques ultimes: le siège de Paris et la Commune
En 1870, Joseph Louis Delbrouck et ses filles s'installent à Paris, au 129 boulevard Saint-Michel, il est alors membre de la section du 13e arrondissement de l'Association Internationale des Travailleurs. À Paris, il est au centre des événements qui animent les années 1870 et 1871, marquées par la guerre franco-allemande et la révolution communaliste. Il y prend alors part.

### Le siège de Paris
La guerre franco-allemande de 1870 commence le 19 juillet 1870. Elle mène rapidement à la fin du Second Empire : la défaite de Sedan le 2 septembre et la capitulation de Louis-Napoléon Bonaparte mènent, le 4 septembre, la population parisienne à se soulever et à proclamer l'avènement de la République pour poursuivre la guerre. La continuation de la guerre amène rapidement les troupes de la coalition allemande (réunissant la confédération de l'Allemagne du Nord le royaume de Bavière, le royaume de Wurtemberg et le grand-duché de Bade) à Paris. Le siège de Paris débute le 17 septembre 1870.
Face à cette situation, Delbrouck s'engage en octobre 1870, à l'âge de 51 ans, dans la Garde nationale sédentaire. Il est affecté à la légion du Génie, au 1er bataillon commandé par Viollet-le-Duc. Il devient alors capitaine de la 2e compagnie, stationnée à Pantin. Il participe à l'entretien et à l'érection des défenses de Paris. C'est ainsi que l'hiver, de décembre 1870 à janvier 1871, Delbrouck et sa compagnie participent à la guerre hors de Paris.
Ses actions au cours du Siège sont reconnues et, le 16 janvier 1871, un décret, publié le 18 janvier au Journal officiel, le nomme chevalier de la Légion d'honneur. Néanmoins, Delbrouck refuse la récompense d'une distinction contraire à ses « convictions républicaines ». C'est aussi pour lui l'occasion de manifester son opposition à la stratégie du général Trochu qui, selon lui, « depuis plus de quatre mois n'avait rien fait d'efficace pour débloquer Paris ».

### La Commune
La Commune de Paris commence le 18 mars et dure jusqu'au 28 mai 1871. Rapidement, de nombreux socialistes et quarante-huitards, comme Victor Considerant, le disciple de Fourier, y adhèrent publiquement. Ils y voient un exemple de démocratie et l'espoir de la mise en pratique du socialisme.
Comme socialiste convaincu, Louis Delbrouck adhère à la Commune, notamment au sein de la Fédération des artistes, présidée par Gustave Courbet. Il est élu le 17 avril comme un des cinq représentants des architectes parmi les quarante-sept membres de la commission.
Sa fille, Marie Delbrouck, visite les blessés à l'ambulance du Luxembourg puis de Saint-Sulpice, en compagnie de Louise Milliet et de sa fille portant le même nom, dont le fils et frère Paul Milliet est un ami de Joseph Louis Delbrouck.
Delbrouck reste engagé dans la légion du Génie de la Garde nationale. Le 23 mars 1871, il est élu par les gardes nationaux capitaine du 1er bataillon de la 1re compagnie, élection confirmée à l'unanimité le 21 avril. Sous son commandement, le Génie participe à l'érection de nombreuses barricades dans Paris et sa banlieue, ainsi qu'au maintien en ordre des fortifications.
C'est d'ailleurs alors qu'il participe à la maintenance des fortifications de Passy, dans la nuit du 21 mai 1871, que Delbrouck et sa compagnie se trouvent pris par les Versaillais. Fidèle à ses convictions teintées d'un pacifisme fouriériste, Delbrouck ne portait pas d'armes, pas plus que les hommes sous ses ordres, ils sont alors capturés sans pouvoir riposter et emmenés à Versailles. Cette mésaventure lui évitera de vivre la chute de la Commune et la Semaine sanglante qui commence le jour même.

## Prison et procès à Versailles, les derniers jours de Delbrouck
Incarcéré à Versailles, son procès dure plus d'un mois. Incapable de retenir quoi que ce soit contre lui, la Cour prononce un arrêt de non-lieu. Profondément affecté par les derniers mois et les nouvelles de la fin de la Commune, dont il avait essayé d'empêcher l'issue tragique, Delbrouck vit ses derniers jours chez un parent à Versailles. Il y décède le 15 juillet 1871.
Durant toute cette période, Delbrouck semble avoir beaucoup souffert, déjà fatigué avant son arrestation, son incarcération (du 21 mai au 30 juin 1870) et son procès (du 29 mai au 30 juin 1871) l'usèrent encore plus. Si bien qu'Émile Trélat a parlé d'une véritable mort « d'épuisement » lorsqu'il prononce sa nécrologie lors de son enterrement; elle est imprimée et vendue sous forme de brochures : les revenus de la vente sont destinés à subvenir aux besoins de ses deux filles orphelines.

## Postérité
- Il existe à Vernon une rue Joseph-Louis Delbrouck
- Il reconstruit la façade de l'église Notre-Dame de Panilleuse[19]